# Jehan Alain
Pour les articles homonymes, voir Alain.
Jehan Alain, né à Saint-Germain-en-Laye le 3 février 1911 et mort pour la France le 20 juin 1940 près de Saumur, est un compositeur et organiste français. Il est le fils du compositeur Albert Alain et le frère des organistes Marie-Claire Alain et Olivier Alain.

## Biographie
Jehan Alain, né dans une famille de musiciens, était l'aîné de quatre enfants. Le père, Albert Alain, organiste, compositeur et facteur d'orgue amateur, avait construit un orgue domestique et c'est sur cet instrument aujourd'hui installé à Romainmôtier, en Suisse, que Jehan débuta dès l'âge de 11 ans. Deux ans plus tard, il pouvait suppléer son père, nouvellement nommé titulaire du grand orgue de l'église Saint-Germain, dans sa ville natale.
Admis ensuite au Conservatoire national supérieur de Paris, il fut l'élève, entre autres, de Paul Dukas, Jean Roger-Ducasse, André Bloch, Georges Caussade et de l'organiste Marcel Dupré. Lors des cours d'improvisation avec ce dernier, les autres élèves préféraient jouer avant Jehan Alain pour ne pas trop souffrir de la comparaison[réf. nécessaire]. Lors de l'une de ces séances d'improvisation, il termina l'une d'elles dans une tonalité étrangère à celle de départ (ce qui n'est pas loin d'être « considéré comme un crime » !). Il dit alors : « Je me suis trompé ! ». Marcel Dupré lui répondit : « Eh bien, il faudrait vous tromper plus souvent ! »[réf. nécessaire].
Ses études au Conservatoire se soldèrent par les premiers prix d'harmonie, de contrepoint et fugue, d'orgue et improvisation.
Sa Suite pour orgue fut couronnée d'un premier prix de composition au concours des Amis de l'Orgue en 1936. La même année, il fut nommé organiste-titulaire à l'église Saint-Nicolas de Maisons-Laffitte. À Paris, il fut organiste de la synagogue de Nazareth. Après sa mort, Marie-Louise Girod lui succédera, au lendemain de la Seconde Guerre mondiale.
Marié en 1935, père de trois enfants, il est mobilisé au début de la Seconde Guerre mondiale. Cité pour actes de bravoure, il incorpore le premier Groupe Franc de Cavalerie du capitaine de Neuchèze et participe à la bataille des Cadets de Saumur en juin 1940. Il résiste seul à un peloton d'assaut allemand et meurt au champ d'honneur à 29 ans.
Tout au long de sa vie, il ne cessa de composer pour le piano, l'orgue, la musique de chambre, les voix (solistes et chœurs) et l'orchestre. Son catalogue comporte plus de 140 œuvres. Ses Litanies sont au répertoire des organistes du monde entier.

## Œuvres
Sur à peu près dix années, il composa essentiellement des pièces d'orgue dont les plus célèbres restent les Litanies (1937) et les Trois Danses, ces dernières initialement prévues pour orchestre et transcrites secondairement pour orgue peu avant sa mort (1940). Selon Marie-Claire Alain, la sœur du compositeur, celui-ci aurait composé quelques pièces pour orchestre. Malheureusement, il prit les partitions avec lui lorsqu'il partit à la guerre et elles ne furent jamais retrouvées après sa mort au champ d'honneur.

## Discographie
- Sa sœur, l'organiste Marie-Claire Alain, décédée le 26 février 2013, jouait régulièrement ses œuvres. Elle en a réalisé trois intégrales sur disque : la première chez Erato (1973), la seconde chez Erato reprise par Warner (2000), et la troisième en concerts, incomplète en réalité, chez Intrada (2006).
- Intégrale (3CD Brillant Classics) par Jean-Baptiste Robin. Orgues : Saint-Étienne-du-Mont et Saint-Louis-en-l'Île à Paris, Sainte-Radegonde à Poitiers, Museum Center de Cincinnati + Jehan Alain à Notre-Dame-de-Nazareth.
- Intégrale (2CD Naxos) par Éric Lebrun
- Helga Schauerte-Maubouet : Intégrale en 2 volumes (Motette, 11311 /11301) 1990, + Jehan Alain à l'orgue de Notre-Dame-de-Nazareth, Paris.
- Pièces pour piano (sélection) par Jean Dubé, chez Syrius.
- Intégrale pour piano par Georges Delvallée (2011), chez Triton.
- Œuvres instrumentales & vocales. Direction: Georges Guillard (1991) chez Arion. ARN68148

## Les Catalogues
Le catalogue JA (ci-dessous), créé en 2001 par Marie-Claire Alain, s'appuie partiellement sur un classement numérique que Jehan Alain avait fait de ses nombreux manuscrits. La numérotation de cette liste est arbitraire, elle ne suit pas la chronologie des œuvres. Durant sa courte vie, le compositeur avait ébauché un catalogue de ses œuvres en utilisant une dizaine de numéros d'opus. En 1945 Bernard Gavoty publie un premier catalogue chronologique en utilisant des numéros d'opus (93 œuvres recensées). Dans ses ouvrages de 1983 et de 1985 (voir Bibliographie ci-dessus), Helga Schauerte publie un catalogue raisonné comportant 120 œuvres.  Ce catalogue est republié en 1999 par l'encyclopédie allemande MGG en utilisant le sigle AWV (Alain-Werke-Verzeichnis), puis en 2001 par The New Grove Dictionary of Music and Musicians. Complété par un catalogue des manuscrits, ce catalogue des œuvres a été actualisé dans ses ouvrages de 2020 et 2022 (voir Bibliographie). 
- 1929 – 18 ans - 4 opus

JA 021 - Togo, pour piano [Juin 1929]
JA 007 bis - Berceuse sur deux notes qui cornent, pour orgue [Août 1929]
JA 003 - Étude sur un thème de quatre notes, pour piano [Novembre 1929]
JA 008 - Chanson triste, pour piano [1929]
- 1930 – 19 ans - 14 opus

JA 009 - Ballade en mode phrygien, pour orgue ou piano [Janvier 1930]
JA 002 - Thème et cinq variations, pour piano [Février 1930]
JA 014 - Lamento, pour orgue [Février 1930]
JA 001 - Quarante variations, pour piano [Avril 1930]
JA 017 - Des nuages gris, pour deux pianos [Juin 1930]
JA 004 - Ecce ancilla Domini, pour piano [Août 1930]
JA 029 - Postlude pour l'Office de Complies, pour orgue [Août 1930]
JA 130 - Adagio, pour piano [12 août, 1930]
JA 005 - Seigneur, donne-nous la paix éternelle (Choral), pour piano [Octobre 1930]
JA 007 - Étude de sonorité sur une double pédale, pour piano [Octobre 1930]
JA 010 - Étude sur les doubles notes, pour piano [Octobre 1930]
JA 020 - Pour le défrichage, pour piano [Décembre 1930]
JA 131 - Variations sur un thème donné de Rimsky-Korsakov, pour quatre voix [Décembre 1930]
JA 131A - Variations sur un chant donné de Rimsky-Korsakov, pour orgue [Décembre 1930]
JA 131B - Variations sur un thème donné de Rimsky-Korsakov, pour quatuor à cordes [Décembre 1930]
JA 129 - Lettre à son amie Lola pour la consoler d'avoir attrapé la grippe, pour piano [1930]
- 1931 – 20 ans - 12 opus

JA 012 - Petite rhapsodie, pour piano [Février 1931]
JA 016 - Mélodie-sandwich, pour piano [23 février, 1931]
JA 006 - Verset-Choral, pour orgue ou piano [Mars 1931]
JA 011 - Lumière qui tombe d'un vasistas, pour piano [Avril 1931]
JA 015 - Histoire sur un tapis, entre des murs blancs, pour piano [May 1931]
JA 018 - Canons à sept, pour deux pianos [May 1931]
JA 013 - Heureusement, la bonne fée sa marraine..., pour piano [10 août, 1931]
JA 019 - Nocturne, soir du 22 août 31, pour piano [22 août, 1931]
JA 022 - En dévissant mes chaussettes, pour piano [Septembre 1931]
JA 023 - 26 septembre 1931, pour piano [26 septembre, 1931]
JA 024 - Dans le rêve laissé par la Ballade des pendus de François Villon, pour piano [Octobre 4, 1931]
JA 143 - Pièces d'après François Campion, pour orgue [1931]
- 1932 – 21 ans - 14 opus

JA 025 - Choral et variations - Mythologies japonaises, pour piano [1932]
JA 027 - Variations sur Lucis Creator, pour orgue [Janvier 1932]
JA 028 - Fugue en mode de fa, pour orgue ou piano [1932]
JA 035 - O quam suavis est, pour baryton [1932]
JA 036 - Le rosier de Mme Husson, pour piano [Mars 1932]
JA 037 - Chant donné, pour orgue ou piano [1932]
JA 061 - Canon, pour piano et harmonium [1932]
JA 079 - Climat, pour orgue [Mars 1932]
JA 030 - Trois minutes : Un cercle d'argent, pour piano ou orgue [1932]
JA 031 - Trois minutes : Romance, pour piano ou orgue [1932]
JA 032 - Trois minutes : Grave, pour piano ou orgue [Août 1932]
JA 034 - Cantique en mode phrygien, pour quatre voix mixtes [septembre 1932]
JA 077 - Première danse à Agni Yavishta, pour orgue [13 octobre, 1932]
JA 078 - Deuxième danse à Agni Yavishta, pour orgue [13 octobre, 1932]
JA 033 - Petite pièce, pour orgue [Décembre 1932]
JA 038 - Complainte à la mode ancienne, pour orgue [1932]
JA 132 - Chant nuptial, pour baryton et orgue [1932]
JA 132A - Chant nuptial, pour baryton, basse, violoncelle et orgue [1932]
- 1933 – 22 ans - 6 opus

JA 026 - Variations chorales sur Sacris solemniis (en), pour cinq voix mixtes et orgue [Janvier 1933]
JA 064 - Premier Prélude profane (Wieder an), pour orgue ou piano [Février 1933]
JA 064A - Adagio en quintette, pour quintette à cordes [1933]
JA 065 - Deuxième Prélude profane (Und jetzt), pour orgue ou piano [6 mars, 1933]
JA 039 - Chanson à bouche fermée, pour quatre voix mixtes [1933]
JA 133 - Fugue sur un sujet de Henri Rabaud, pour quatre voix [1933]
JA 133A - Fugue sur un sujet de Henri Rabaud, pour orgue [1933]
JA 133B - Fugue sur un sujet de Henri Rabaud, pour quatuor à cordes [1933]
JA 072 - Première Fantaisie, pour orgue [1933]
JA 80A - Prélude, pour quintette à cordes [1933]
- 1934 – 23 ans - 5 opus

JA 134 - Choral cistercien pour une Élévation, pour orgue [Avril 1934]
JA 066 - Intermezzo, pour deux pianos et basson [Juin 1934]
JA 066 bis - Intermezzo, pour orgue [Mars 1935]
JA 074 - Trois mouvements : Allegretto con grazia, pour flûte et piano [Août 1934]
JA 074A - Intermède, pour violoncelle et piano [Août 1934]
JA 074B - Trois mouvements, pour flûte et piano ou violon et piano [1934]
JA 073 - Trois mouvements : Andante, pour flûte et piano [Janvier 1935]
JA 073A - Trois mouvements : Allegro vivace, pour flûte et piano [1935]
JA 074C - Trois mouvements, pour flûte et orgue [1975]
JA 071 - Le jardin suspendu, pour orgue [Octobre 1934]
JA 069 - 070 - 082 - Suite pour orgue : Introduction et variations, scherzo et chorale [1935], œuvre récompensée par un prix de composition en 1936
JA 069A - Andante con variazioni, pour quintette à cordes [1934]
JA 070A - Scherzo, pour quintette à cordes [1934]
- 1935 – 24 ans - 13 opus

JA 081 - Andante, pour piano [Janvier 1935]
JA 081 bis - Largo assai, ma molto rubato, pour violoncelle et piano [1935]
JA 047 - Fantaisie pour chœur à bouche fermée, pour trois voix mixtes [9 août 1935]
JA 057 - Fugue, pour orgue [1935]
JA 057A - Fugue, pour piano [1935]
JA 058 - Laisse les nuages blancs, pour soprano ou ténor [1935]
JA 060 - Foire, pour une voix et piano [1935]
JA 062 - De Jules Lemaître, pour orgue ou piano [1935]
JA 063 - Fantasmagorie, pour orgue ou piano [1935]
JA 067 - Choral dorien, pour orgue [1935]
JA 068 - Choral phrygien, pour orgue [1935]
JA 075 - Prélude, pour orgue [1935]
JA 076 - Nocturne, pour piano [1935]
JA 080 - Suite monodique : Animato, pour piano [1935]
JA 089 - Suite monodique : Adagio, molto rubato, pour piano [1935]
JA 89 bis - Andante, pour orgue [1935]
JA 116 - Suite monodique : Vivace, pour piano [1935]
JA 116A - Vivace, pour harpe
JA 087 - Prélude, pour piano [1935]
JA 087A - Prélude et fugue, pour piano [1935]
- 1936 – 25 ans - 4 opus

JA 086 - Berceuse, pour piano [17 avril 1936]
JA 088 - Chanson tirée du "chat-qui-s'en-va-tout-seul", pour soprano [1936]
JA 091 - Tarass Boulba, pour piano [Octobre 1936]
JA 117 - Deuxième Fantaisie, pour orgue [1936]
- 1937 – 26 ans - 13 opus

JA 119 - Litanies, pour orgue [Août 1937]
JA 119A - Litanies, pour deux pianos, transcription d'Olivier Alain
JA 084 - Quand Marion..., pour piano [1937]
JA 085 - Nous n'irons plus au bois..., pour piano [1937]
JA 090 - Complainte de Jean Renaud, pour quatre voix mixtes [1937]
JA 092 - Final pour une sonatine facile, pour piano [1937]
JA 093 - Suite facile : Barcarolle, pour piano [1937]
JA 094 - Invention à trois voix, pour flûte, hautbois et clarinette [1937]
JA 094A - Invention à trois voix, pour flûte et orgue [1937]
JA 095 - Vocalise dorienne, pour soprano et orgue [Mars 1937]
JA 095A - Vocalise dorienne - Ave Maria, pour soprano et orgue [1937]
JA 098 - O salutaris, a cappella, pour deux voix égales [1937]
JA 099 - Idée pour improviser sur le Christe eleison, pour piano [1937]
JA 100 - Idée pour improviser sur le deuxième Amen, pour piano [1937]
JA 118 - Variations sur un thème de Clément Janequin, pour orgue [1937]
JA 120 - Trois danses : Joies, Deuils, Luttes, pour orchestre [1937]
JA 120D - Sarabande, pour orgue, quintette à cordes et timbales [1938]
JA 120 bis - Danse funèbre pour honorer une mémoire héroïque, pour orgue [1938]
JA 120A - Trois danses : Joies, Deuils, Luttes, pour orgue [1940]
JA 120C - Trois danses : Joies, Deuils, Luttes, pour deux pianos [1944]
JA 120B - Trois danses : Joies, Deuils, Luttes, pour orchestre [1945]
- 1938 – 27 ans - 21 opus

JA 122 - Tantum ergo, pour deux voix inégales (sic) et orgue [18 janvier 1938]
JA 136 - Messe modale en septuor, pour soprano, alto, flûte et quatuor à cordes ou orgue [6 août 1938]
JA 135 - Monodie, pour orgue ou piano [8 septembre 1938]
JA 135A - Monodie, pour flûte [1938]
JA 138 - Aria, pour orgue [Novembre 1938]
JA 138A - Aria, pour flûte et orgue [1938]
JA 083 - O salutaris, dit de Dugay, pour quatre voix mixtes [1938]
JA 096 - Faux-bourdon pour le Laudate du VIème ton, pour trois voix égales [1938]
JA 097 - Le petit Jésus s'en va-t-à l'école, pour piano [1938]
JA 101 - Noël nouvelet, pour trois voix mixtes [1938]
JA 101A - Noël nouvelet, pour orgue
JA 112 - Que j'aime ce divin Enfant, pour trois voix mixtes [1938]
JA 112A - Que j'aime ce divin Enfant, pour deux voix égales et orgue [1938]
JA 113 - D'où vient qu'en cette nuitée..., pour deux voix égales et orgue [1938]
JA 113A - D'où vient qu'en cette nuitée..., pour quatre voix mixtes [1990]
JA 114 - Le Père Noël passera-t-il ?, pour une voix [1938]
JA 115 - Transcription du Récit de Nazard de Clérambault, pour flûte et orgue [1938]
JA 121 - Marche de Saint Nicolas, pour deux clairons, tambour et orgue [1938]
JA 121A - Marche des Horaces et des Curiaces, pour deux clairons, tambour et orgue [1938]
JA 124 - Messe grégorienne de mariage, pour une voix et quatuor à cordes [1938]
JA 125 - Messe de Requiem, pour quatre voix mixtes [1938]
JA 126 - Fragment de la cantate de J. S. Bach Erschallet, ihr Lieder, pour deux trompettes et orgue [1938]
JA 127 - Allegro du Concerto en sol majeur (sic) de Händel, pour deux trompettes et orgue [1938]
JA 128 - Concerto en si bémol majeur de Händel, pour deux trompettes et orgue [1938]
JA 137 - Prière pour nous autres charnels, pour ténor, basse et orgue [1938]
JA 137A - Prière pour nous autres charnels, pour orchestre [1946]
JA 139 - L'année liturgique israëlite, pour orgue [1938]
JA 140 - Tantum ergo, pour soprano, baryton et orgue [1938]
- 1939 – 28 ans - 3 opus

JA 123 - Tu es Petrus, pour trois voix mixtes [1939]
JA 141 - Salve, virilis pectoris, pour soprano, ténor et orgue [1939]
JA 142 - O salutaris, pour soprano et orgue [1939]
- Non daté - 17 opus

JA 040 - Une scie, pour piano
JA 041 - Il pleuvra toute la journée, pour piano
JA 042 - Sur le mode ré, mi, fa..., pour piano
JA 043 - Adagio, pour violoncelle et piano
JA 044 - Amen, pour piano
JA 045 - Un très vieux motif, pour piano
JA 046 - Post-scriptum, pour deux pianos
JA 048 - Théorie, pour piano
JA 049 - Le gai liseron, pour piano
JA 050 - Sonata, pour piano
JA 051 - Mephisto, pour piano
JA 052 - La peste, pour piano
JA 053 - Exposition
JA 054 - Sujet
JA 055 - Comme quoi les projets les plus belliqueux..., pour piano
JA 056 - Le bon Roi Dagobert, pour piano
JA 059 - Histoire d'un homme qui jouait de la trompette dans la forêt vierge, pour piano

## Partitions gratuites
- « Alain, Jehan » (partitions libres de droits), sur l'IMSLP